# David Sesa
David Sesa (Dielsdorf, 10 luglio 1973) è un allenatore di calcio ed ex calciatore svizzero, di ruolo attaccante o centrocampista, tecnico del Rapperswil-Jona.

## Carriera

### Giocatore

#### Club

Sesa (a destra) al Napoli nella stagione 2002-2003

Di origini avellinesi da parte di padre, inizia la propria carriera nello Zurigo, nella massima serie svizzera, nel 1991. Dopo 30 partite e 2 gol in due anni passa al Baden, nella seconda divisione svizzera, in cui segna 22 gol in 27 partite. Nel 1994 è acquistato dal Servette, club della prima divisione elvetica con cui gioca fino alla fine della stagione 1997-1998, collezionando 129 presenze e 32 gol in campionato.
Nell'estate del 1998 si trasferisce al Lecce, nella Serie B italia. Nel suo primo anno in giallorosso colleziona 30 presenze e 7 gol, ottenendo la promozione in Serie A. Tra l'altro, il 23 agosto 1998, segna dopo 8 secondi in Coppa Italia contro il Monza il gol più veloce nella storia della competizione. Nel 1999-2000, in 29 presenze in Serie A, segna ancora 7 gol, tra cui quello decisivo per la storica vittoria del Lecce contro l'Inter per 1-0 in un incontro giocato allo Stadio Via del Mare il 25 marzo 2000. Con il Lecce conta anche 9 presenze e 3 gol in Coppa Italia.
Nell'estate del 2000 viene ceduto al Napoli per ben 18 miliardi di lire, ma in una stagione nefasta per i partenopei, che retrocedono in Serie B, lo svizzero, anche a causa di problemi fisici, disattende le aspettative, siglando appena un gol in 16 presenze nel campionato di Serie A 2000-2001 e patendo sotto l'aspetto tattico il cambio di allenatore da Zdeněk Zeman a Emiliano Mondonico, avvenuto dopo due sole giornate di campionato. Nelle tre annate successive gioca in Serie B con il club napoletano, collezionando 59 presenze e 3 gol.
Nell'estate del 2004 torna in Svizzera, all'Aarau, con cui gioca solo 3 partite in massima serie nella stagione 2004-2005 prima di trasferirsi al Palazzolo (Serie C2 italiana) nel gennaio 2005. Dopo aver raccolto 12 presenze e segnato 2 gol, passa alla SPAL (Serie C2), squadra di cui viene nominato capitano e in cui milita per due stagioni e mezzo. Nel 2006-2007 disputa 15 gare di campionato con 6 gol, l'anno successivo 32 presenze e 9 reti, quindi 29 partite e 5 gol nel 2007-2008.
Passa poi al Rovigo, con cui gioca per due stagioni in Serie C2, al termine delle quali decide di concludere la carriera.

#### Nazionale
Ha vestito la maglia della nazionale svizzera segnando un gol in 36 partite. Ha partecipato a Euro 1996 in Inghilterra, dove non ha giocato nessuna delle tre partite della squadra, eliminata al primo turno.

### Allenatore
Dopo aver conseguito nell'estate 2012 il patentino di allenatore a Coverciano, Sesa ha iniziato la sua carriera sulla panchina del Wohlen, squadra che partecipa al campionato di Challenge League.

## Statistiche

### Cronologia presenze e reti in nazionale
| Cronologia completa delle presenze e delle reti in nazionale ― Svizzera | Cronologia completa delle presenze e delle reti in nazionale ― Svizzera | Cronologia completa delle presenze e delle reti in nazionale ― Svizzera | Cronologia completa delle presenze e delle reti in nazionale ― Svizzera | Cronologia completa delle presenze e delle reti in nazionale ― Svizzera | Cronologia completa delle presenze e delle reti in nazionale ― Svizzera | Cronologia completa delle presenze e delle reti in nazionale ― Svizzera | Cronologia completa delle presenze e delle reti in nazionale ― Svizzera |
| Data                                                                    | Città                                                                   | In casa                                                                 | Risultato                                                               | Ospiti                                                                  | Competizione                                                            | Reti                                                                    | Note                                                                    |
| ----------------------------------------------------------------------- | ----------------------------------------------------------------------- | ----------------------------------------------------------------------- | ----------------------------------------------------------------------- | ----------------------------------------------------------------------- | ----------------------------------------------------------------------- | ----------------------------------------------------------------------- | ----------------------------------------------------------------------- |
| 27-3-1996                                                               | Vienna                                                                  | Austria                                                                 | 1 – 0                                                                   | Svizzera                                                                | Amichevole                                                              | -                                                                       | 61’                                                                     |
| 31-8-1996                                                               | Baku                                                                    | Azerbaigian                                                             | 1 – 0                                                                   | Svizzera                                                                | Qual. Mondiali 1998                                                     | -                                                                       | 75’                                                                     |
| 2-4-1997                                                                | Lucerna                                                                 | Svizzera                                                                | 1 – 0                                                                   | Lettonia                                                                | Amichevole                                                              | -                                                                       | 78’                                                                     |
| 6-8-1997                                                                | Bratislava                                                              | Slovacchia                                                              | 1 – 0                                                                   | Svizzera                                                                | Amichevole                                                              | -                                                                       | 61’                                                                     |
| 20-8-1997                                                               | Budapest                                                                | Ungheria                                                                | 1 – 1                                                                   | Svizzera                                                                | Qual. Mondiali 1998                                                     | -                                                                       | 64’                                                                     |
| 6-9-1997                                                                | Losanna                                                                 | Svizzera                                                                | 1 – 2                                                                   | Finlandia                                                               | Qual. Mondiali 1998                                                     | -                                                                       | 57’                                                                     |
| 10-9-1997                                                               | Oslo                                                                    | Norvegia                                                                | 5 – 0                                                                   | Svizzera                                                                | Qual. Mondiali 1998                                                     | -                                                                       | 60’                                                                     |
| 11-10-1997                                                              | Zurigo                                                                  | Svizzera                                                                | 5 – 0                                                                   | Azerbaigian                                                             | Qual. Mondiali 1998                                                     | -                                                                       | 46’                                                                     |
| 25-3-1998                                                               | Berna                                                                   | Svizzera                                                                | 1 – 1                                                                   | Inghilterra                                                             | Amichevole                                                              | -                                                                       | 87’                                                                     |
| 22-4-1998                                                               | Belfast                                                                 | Irlanda del Nord                                                        | 1 – 0                                                                   | Svizzera                                                                | Amichevole                                                              | -                                                                       |                                                                         |
| 6-6-1998                                                                | Basilea                                                                 | Svizzera                                                                | 1 – 1                                                                   | Jugoslavia                                                              | Amichevole                                                              | -                                                                       | 87’                                                                     |
| 2-9-1998                                                                | Niš                                                                     | Jugoslavia                                                              | 1 – 1                                                                   | Svizzera                                                                | Amichevole                                                              | 1                                                                       | 20’                                                                     |
| 10-10-1998                                                              | Udine                                                                   | Italia                                                                  | 2 – 0                                                                   | Svizzera                                                                | Qual. Euro 2000                                                         | -                                                                       |                                                                         |
| 14-10-1998                                                              | Zurigo                                                                  | Svizzera                                                                | 1 – 1                                                                   | Danimarca                                                               | Qual. Euro 2000                                                         | -                                                                       | 89’                                                                     |
| 18-11-1998                                                              | Budapest                                                                | Ungheria                                                                | 2 – 0                                                                   | Svizzera                                                                | Amichevole                                                              | -                                                                       |                                                                         |
| 10-2-1999                                                               | Mascate                                                                 | Oman                                                                    | 1 – 2                                                                   | Svizzera                                                                | Amichevole                                                              | -                                                                       | 66’                                                                     |
| 10-3-1999                                                               | San Gallo                                                               | Svizzera                                                                | 2 – 4                                                                   | Austria                                                                 | Amichevole                                                              | -                                                                       | 62’ 79’                                                                 |
| 27-3-1999                                                               | Minsk                                                                   | Bielorussia                                                             | 0 – 1                                                                   | Svizzera                                                                | Qual. Euro 2000                                                         | -                                                                       | 74’                                                                     |
| 28-4-1999                                                               | Amarousio                                                               | Grecia                                                                  | 1 – 1                                                                   | Svizzera                                                                | Amichevole                                                              | -                                                                       | 85’                                                                     |
| 9-6-1999                                                                | Losanna                                                                 | Svizzera                                                                | 0 – 0                                                                   | Italia                                                                  | Qual. Euro 2000                                                         | -                                                                       |                                                                         |
| 4-9-1999                                                                | Copenaghen                                                              | Danimarca                                                               | 2 – 1                                                                   | Svizzera                                                                | Qual. Euro 2000                                                         | -                                                                       | 77’                                                                     |
| 8-9-1999                                                                | Losanna                                                                 | Svizzera                                                                | 2 – 0                                                                   | Bielorussia                                                             | Qual. Euro 2000                                                         | -                                                                       | 71’                                                                     |
| 9-10-1999                                                               | Wrexham                                                                 | Galles                                                                  | 0 – 2                                                                   | Svizzera                                                                | Qual. Euro 2000                                                         | -                                                                       |                                                                         |
| 29-3-2000                                                               | Lugano                                                                  | Svizzera                                                                | 2 – 2                                                                   | Norvegia                                                                | Amichevole                                                              | -                                                                       |                                                                         |
| 26-4-2000                                                               | Kaiserslautern                                                          | Germania                                                                | 1 – 1                                                                   | Svizzera                                                                | Amichevole                                                              | -                                                                       |                                                                         |
| 16-8-2000                                                               | San Gallo                                                               | Svizzera                                                                | 2 – 2                                                                   | Grecia                                                                  | Amichevole                                                              | -                                                                       | 60’                                                                     |
| 7-10-2000                                                               | Zurigo                                                                  | Svizzera                                                                | 5 – 1                                                                   | Fær Øer                                                                 | Qual. Mondiali 2002                                                     | -                                                                       |                                                                         |
| 15-11-2000                                                              | Tunisi                                                                  | Tunisia                                                                 | 1 – 1                                                                   | Svizzera                                                                | Amichevole                                                              | -                                                                       | 69’                                                                     |
| 2-6-2001                                                                | Toftir                                                                  | Fær Øer                                                                 | 0 – 1                                                                   | Svizzera                                                                | Qual. Mondiali 2002                                                     | -                                                                       | 57’                                                                     |
| 6-6-2001                                                                | Basilea                                                                 | Svizzera                                                                | 0 – 1                                                                   | Slovenia                                                                | Qual. Mondiali 2002                                                     | -                                                                       | 79’                                                                     |
| 15-8-2001                                                               | Kaiserslautern                                                          | Austria                                                                 | 1 – 2                                                                   | Svizzera                                                                | Amichevole                                                              | -                                                                       | 62’                                                                     |
| 1-9-2001                                                                | Basilea                                                                 | Svizzera                                                                | 1 – 2                                                                   | Jugoslavia                                                              | Qual. Mondiali 2002                                                     | -                                                                       | 75’                                                                     |
| 5-9-2001                                                                | Lussemburgo                                                             | Lussemburgo                                                             | 0 – 3                                                                   | Svizzera                                                                | Qual. Mondiali 2002                                                     | -                                                                       | 46’                                                                     |
| 6-10-2001                                                               | Mosca                                                                   | Russia                                                                  | 4 – 0                                                                   | Svizzera                                                                | Qual. Mondiali 2002                                                     | -                                                                       |                                                                         |
| 13-2-2002                                                               | Limassol                                                                | Ungheria                                                                | 1 – 2                                                                   | Svizzera                                                                | Torneo di Cipro 2002 - Finale 3º posto                                  | -                                                                       | 77’                                                                     |
| 15-5-2002                                                               | San Gallo                                                               | Svizzera                                                                | 1 – 3                                                                   | Canada                                                                  | Amichevole                                                              | -                                                                       | 59’                                                                     |
| Totale                                                                  |                                                                         | Presenze                                                                | 36                                                                      |                                                                         | Reti                                                                    | 1                                                                       |                                                                         |